# Eibiswald
Eibiswald (slowenisch Ivnik) ist eine Marktgemeinde mit 6154 Einwohnern (Stand 1. Jänner 2025) im Bezirk Deutschlandsberg in der Steiermark. Im Rahmen der steiermärkischen Gemeindestrukturreform ist sie seit 2015 mit den Gemeinden Aibl, Großradl, Pitschgau, St. Oswald ob Eibiswald und Soboth zusammengeschlossen. Grundlage dafür ist das Steiermärkische Gemeindestrukturreformgesetz – StGsrG.

## Geografie
Eibiswald liegt im weststeirischen Saggautal am Kreuzungspunkt der Südsteirischen Grenzstraße B 69 und der Radlpass Straße B 76. Das Gemeindegebiet nimmt den gesamten Süden des Bezirkes ein.

### Gemeindegliederung

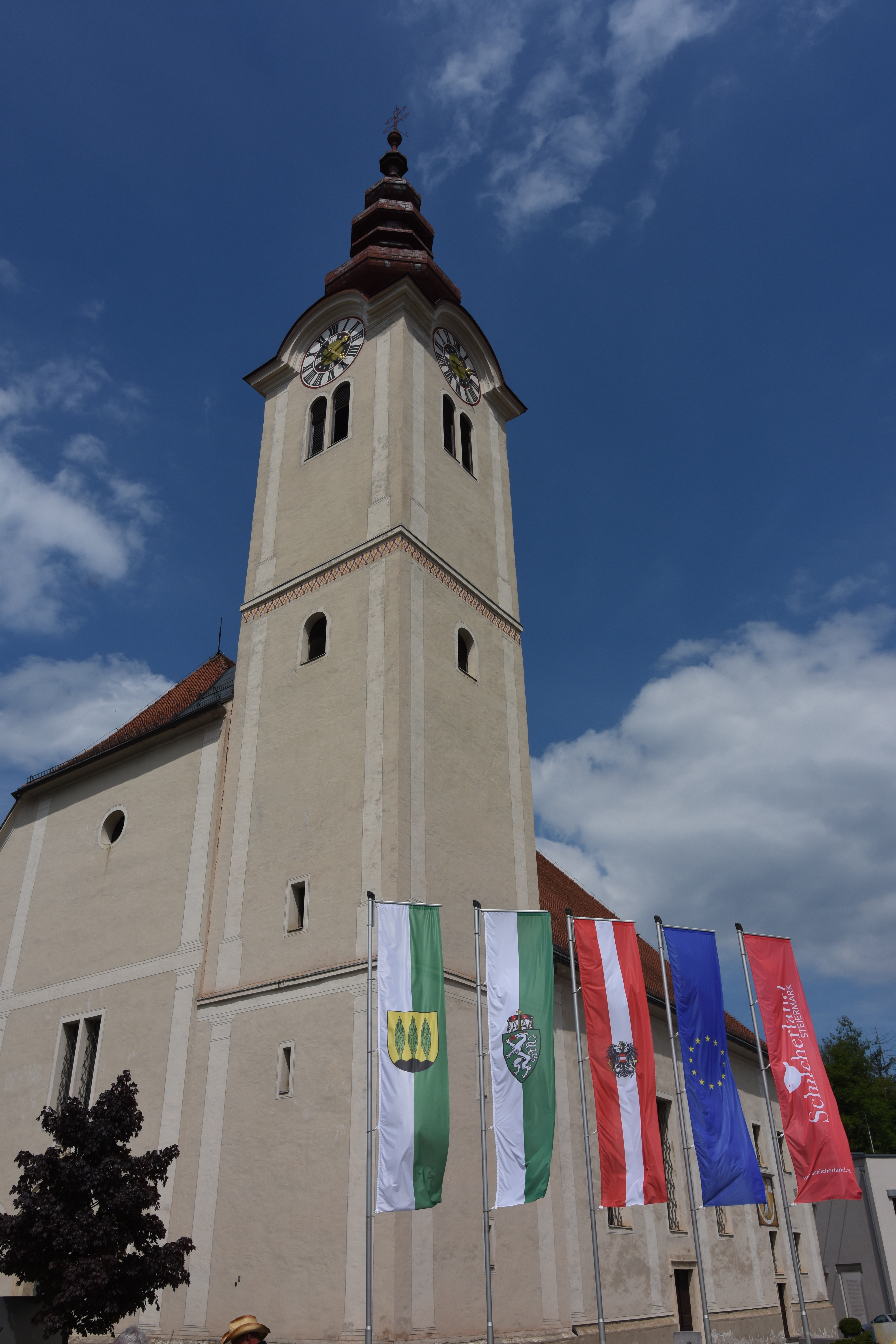
Pfarrkirche Eibiswald

Die Gemeindefläche besteht aus 26 Katastralgemeinden (Fläche Stand 31. Dezember 2023) bzw. gleichnamigen Ortschaften (Einwohner Stand 1. Jänner 2025):
- Aibl (348,92 ha, 432 Einwohner)
- Aichberg (398,24 ha, 405 Ew.)
- Bachholz (558,71 ha, 56 Ew.)
- Bischofegg (318,77 ha, 218 Ew. mit den Ortsteilen Bischofegger Siedlung, Lateinberg, Udelsdorf)
- Eibiswald (238,62 ha, 1324 Ew.)
- Feisternitz (239,65 ha, 333 Ew. mit Lichtenegg)
- Hadernigg (1.060,02 ha, 158 Ew.)
- Haselbach (264,71 ha, 301 Ew. mit Lateinberg)
- Hörmsdorf (325,97 ha, 783 Ew. mit Haiden, Höllberg, Hörmsdorfer Kolonie, Rettenberg, Toniberg)
- Kleinradl (378,52 ha, 64 Ew. mit Radlberg, Wutschenberg)
- Kornriegl (515,92 ha, 24 Ew.)
- Krumbach (1.474,2 ha, 127 Ew. mit Mauthnereck)
- Laaken (771,61 ha, 11 Ew.)
- Mitterstraßen (330,19 ha, 85 Ew.)
- Oberlatein (267,86 ha, 148 Ew. mit Feisternitzberg)
- Pitschgau (307,71 ha, 143 Ew. mit Höllberg, Neuhart, Pitschgauegg)
- Pongratzen (408,47 ha, 99 Ew. mit Sterzberg)
- Rothwein (487,62 ha, 23 Ew.)
- St. Bartlmä (264,34 ha, Ortschaft Sankt Bartlmä, 24 Ew.)
- St. Lorenzen (1.230,45 ha, Sankt Lorenzen. 161 Ew.)
- St. Oswald ob Eibiswald (525,83 ha, Sankt Oswald ob Eibiswald, 295 Ew.)
- Soboth (3.472,35 ha, 258 Ew. mit Glashütte, Krumbach, Laßnighube, Obersoboth, Scharfeck, Untersoboth)
- Stammeregg (343,61 ha, 330 Ew. mit Schwarhofsiedlung)
- Staritsch (194,2 ha, 93 Ew.)
- Sterglegg (214,66 ha, 111 Ew. mit Lichtenegg)
- Wuggitz (272,13 ha, 148 Ew. mit Großwuggitz, Lateindorf)

### Nachbargemeinden
Acht Nachbargemeinden umgeben Eibiswald, davon liegen:
- eine im Bezirk Leibnitz (LB)
- zwei im Kärntner Bezirk Wolfsberg (WO)
- drei in Slowenien (SLO)

| Sankt Georgen im Lavanttal (WO) | Wies                                        | Sankt Martin im Sulmtal |
| Lavamünd (WO)                   | Kompassrose, die auf Nachbargemeinden zeigt | Oberhaag (LB)           |
| Dravograd                       | Muta                                        | Radlje ob Dravi         |

## Geschichte

### Namensgeschichte
Der Name der Marktgemeinde Eibiswald stammt nicht von den im Wappen dargestellten Eiben, sondern vom Personennamen Iwein, den auch der Titelheld eines Romans Hartmanns von Aue aus der Zeit um 1200 trägt. Ein nicht näher bekannter Ritter dieses Namens hatte in der Gegend Waldbesitz.
Seit 1967 nennt sich der Markt auch „Kloepfermarkt“. Das ist keine amtliche Bezeichnung, sie wird aber als Beinamen für Eibiswald verwendet.
Der Namensbestandteil „Latein-“ in Ortsbezeichnungen wie Lateindorf, Oberlatein, Lateinberg hat nichts mit der lateinischen Sprache zu tun, sondern wird aus einem slowenischen Wort „ledina“ für Neuland, unbebautes Land, Brachfeld abgeleitet und auf das aus dem Urslawischen erschlossene „*lędo“ zurückgeführt.

### Bis zur Neuzeit
Funde belegen erste Siedlungsspuren in Eibiswald aus dem 4. Jahrtausend v. Chr. (Jungsteinzeit). Auch aus der folgenden Metallzeit sowie aus der Römerzeit sind Besiedelungsspuren erhalten. Ab dem späten 6. Jahrhundert wurde das Gebiet von Eibiswald in das slawische Fürstentum Karantanien integriert, worauf zahlreiche Flurnamen zurückgehen. Ende des 8. Jahrhunderts setzte die bairische Besiedelung ein, 860 erhielt das Erzbistum Salzburg hier große Schenkungen. Nach den Ungarneinfällen wurde das Land von untertänigen Bauern unter Führung des Erzbistums Salzburg, der Aribonen und der Eppensteiner gerodet.
Erste urkundliche Erwähnung fand das Gemeindegebiet 1170 in einer Urkunde für die Pfarre Leibnitz, in der die „ecclesia sancte Mariae sub confinio Raedelach“, die spätere Pfarrkirche von Eibiswald, erwähnt wurde. 1265 wird erstmals auch die Burg „Ybanswalde“ genannt, die Sitz eines Landgerichtes war. Der Markt selbst scheint in den Urkunden erst 1290 auf und hatte zur damaligen Zeit 70 Häuser. Die Burg Eibiswald, im Besitz der Wildonier, Tybeiner und Walseer, diente zeitweise als Sitz des Marktherrn und des Landgerichtes.

### Nach 1500

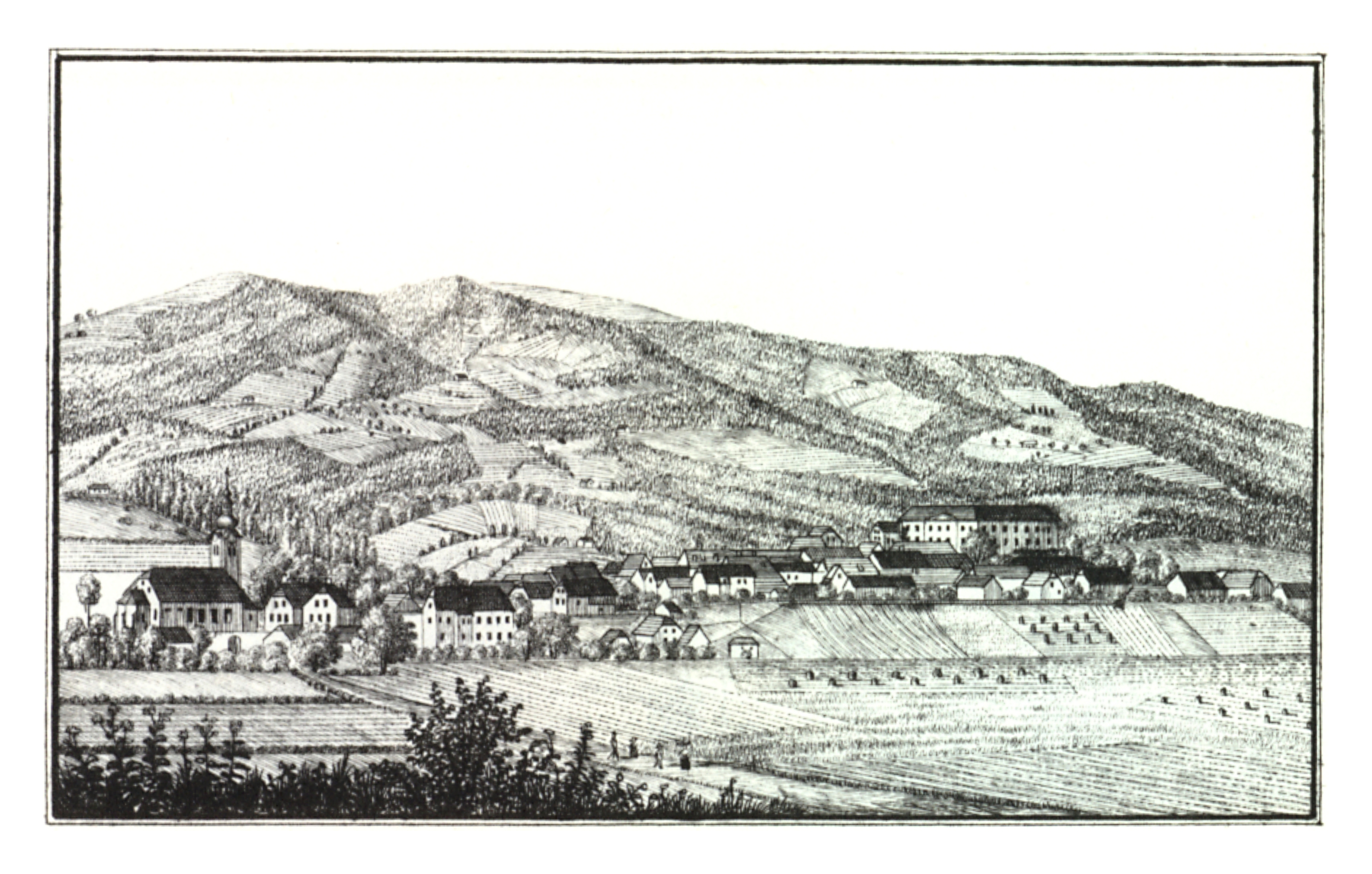
Eibiswald um 1820, Lith. J.F. Kaiser

Nach 1500 war die Familie derer von Eibiswald (Adelsgeschlecht) im Besitz der Herrschaft von Eibiswald. Die reichen Besitzungen ermöglichten den Eibiswalder den Ausbau des Schlosses im Renaissancestil. Sie prägten die Region bis zum Erlöschen des Geschlechtes 1674. Der Markt erlebte hingegen eine wechselvolle Geschichte. Der wirtschaftliche Niedergang im 16. Jh. führt zu rückgängigen Bevölkerungszahlen, erst im 17. Jh. wuchs die Bevölkerung wieder an. Nachdem die von Eibiswald im Mannesstamm erloschen war, geriet die Burg in die Hände verschiedener Familien. Nach den Grafen von Schrottenbach (Schrattenbach) kaufte der Glasfabrikant Ignaz von Purgay den Besitz. 1828 bis 1883 war die Familie Hansa im Besitz des Schlosses.

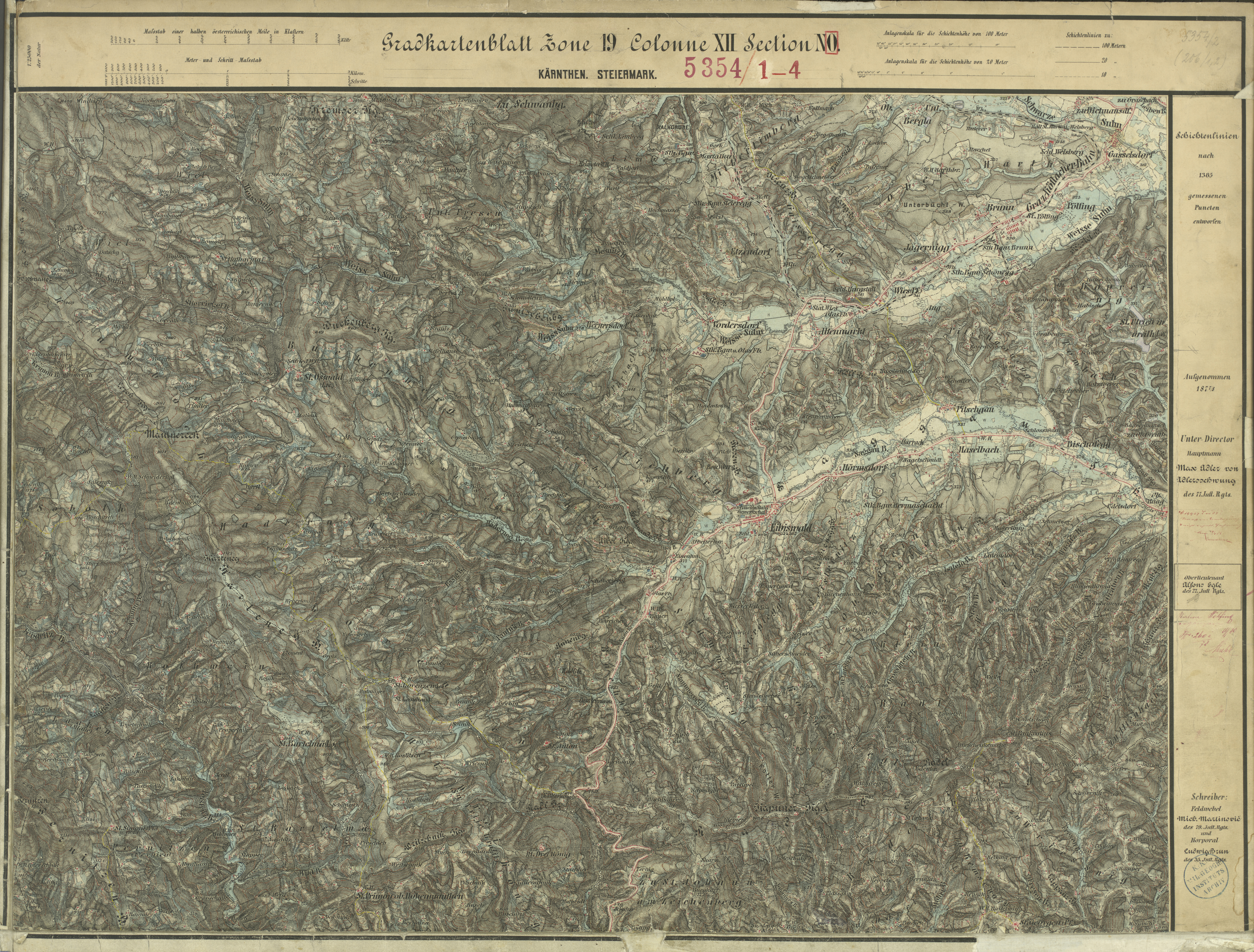
Eibiswald um 1877/78: Wald, Bergbau und Eisenwerke prägen die Darstellung auf der Landkarte

Im Norden des Ortes lag der Edelsitz „Aichberg“. Diese Anlage hatte sich aus einem Bauernhof entwickelt und wurde im 18. Jh. wieder zu einem solchen. Der Bauernhof Aichberger erinnert mit seinem Namen daran, er wird als Meierhof des damaligen Edelhofes betrachtet. Die frühere Wehranlage existiert nicht mehr. Eine Belehnung mit dem Schramphnhof am Aichperg ist für 1427 dokumentiert, um 1460 wurde der Hof durch Kaiser Friedrich III. verliehen. 1572 war der Hof als Gschloß Aichperg bezeichnet. 1598 brannte die Anlage ab und wurde mit einer Unterstützung durch die Landesherrschaft (600 fl) wieder aufgebaut. in der ersten Hälfte des 17. Jahrhunderts verfügte das Anwesen über eine Rüstkammer und eine Bibliothek aus 50 Bänden. Ab 1627 gehörte die Gült Aichberg zur Grundherrschaft Eibiswald. 1693 wird die Anlage als baufällig bezeichnet, für die Zeit um 1780 wird angenommen, dass der Hof wieder zu einem Bauernhof wurde.
Im 17. und 18. Jahrhundert litt der Markt unter den vielen früheren Soldaten, die nach ihrer Entlassung aus dem Dienst als „arme Soldatenkinder“ durch die Lande zogen, wobei sie Diebstähle und Überfälle begingen. Aber auch einheimische Bauernburschen stifteten Unruhe. So im Juli 1780, als 50 Bauernburschen die Freilassung zweier kurz davor wegen Randale Verhafteter erzwangen. Die darauf folgende Unruhe führte dazu, dass die Verlegung von 30 Mann Militär in den Markt gefordert wurde, um Ruhe zu gewährleisten.

### Nach 1900
Nach dem Ersten Weltkrieg verlor die Gemeinde durch die Abtrennung der Untersteiermark wichtige Verbindungen. Die Beziehungen der Bevölkerung beiderseits der Grenze zueinander waren im Allgemeinen gut, so wendete man sich bei Erkrankungen südlich der Grenze auch an den Arzt in Eibiswald. 1930/31 gab es allerdings Schwierigkeiten bei der Handhabung des Grenzübertrittsabkommens. Üblicherweise durften Personen mit einer Grenzübertrittskarte oder anderen Belegen ungehindert die Grenze überschreiten (z. B. zur Arbeit an jenseits liegenden Äckern, zum Schulbesuch auf Wegen, die auf der Grenze lagen, zum Kirchgang nach St. Lorenzen ob Eibiswald usw.). Diese relative Ruhe wurde in der Nacht vom 29. auf den 30. Juni 1931 durch die Stationierung von Grenzschutztruppen serbischer (mazedonischer) Herkunft beendet, deren Mitglieder die Ausweise dem Vernehmen nach nicht einmal lesen konnten (in ihrer Heimat wurde die kyrillische Schrift verwendet). Es kam zu Verhaftungen, Perlustrierung eines Schulkindes, Schlägen, aber auch schon vorher war am 7. Juni 1930 der Höchwirt Johann Fritz knapp neben seinem Haus von einem Grenzgendarmen ohne Anruf erschossen worden. Die Einschränkungen, die später wieder gelockert wurden, wurden auf das Verhalten eines einzelnen Kommandanten, eines „Potporutschnik“ (Befehlshabers unterer Ebene) zurückgeführt. Ob es sich bei ihnen zumindest indirekt um anfängliche Auswirkungen der im Herbst 1929 gegründeten Königsdiktatur in Jugoslawien handelte, ist in der Quelle nicht behandelt. Die Ermordung des Höchwirtes, der mit dem Arzt und Schriftsteller Hans Kloepfer gut bekannt war, wird als einer der Auslöser dafür geschildert, dass sich Hans Kloepfer in den folgenden Jahren dem Nationalsozialismus zuwandte.
In der Zwischenkriegszeit war die Marktgemeinde einer der „Kristallisationskerne“ der – bedingt durch die Weltwirtschaftskrise und den bereits in den 1920er Jahren erfolgten Zusammenbruch der vor Ort tätigen Industrie- und Gewerbebetriebe – in Österreich aufstrebenden NSDAP. Die steiermärkischen Gemeinderatswahlen von 1932 brachten erstmals auch einen NS-Mandatar in den Eibiswalder Gemeinderat.
Während des nationalsozialistischen Juliputsches im Jahr 1934 waren der Markt und seine Umgebung vollständig in nationalsozialistischer Hand und heftig umkämpft. Als der Putsch nach und nach zusammenbrach, wurde Eibiswald zum Rückzugsort für Putschteilnehmer aus dem gesamten Bezirk, so dass sich zuletzt bis zu 800 von ihnen im Markt und seiner unmittelbaren Umgebung aufhielten. Insgesamt waren im Gebiet des Gendarmeriepostenrayons Eibiswald 95 Personen wegen Beteiligung am Juliputsch verhaftet worden, eine unbekannte Anzahl weiterer Putschteilnehmer war flüchtig.
Während des Zweiten Weltkrieges war Eibiswald Schauplatz von Partisanenkämpfen.
Aufsehen erregte im Mai 1947 ein Doppelraubmord in Wuggitzberg im Osten der Gemeinde Eibiswald: Eine Bauerntochter und ihr Bräutigam wurden nach einem grausamen Kampf von einem 21-jährigen Russen mit Messerstichen getötet, der Täter wollte das im Haus befindliche Schweinefett rauben.
Am 2. März 1951 landete ein Kleinflugzeug in St. Lorenzen, wenige 100 m nördlich der Staatsgrenze zum damaligen Jugoslawien. Zwei ungarische Flugzeugmechaniker hatten damit die Flucht aus Budapest gewagt. Bei der Notlandung des umgebauten Doppeldeckers (es wird eine umgebaute Heinkel He 72 angenommen) blieben sie unverletzt.
Das Bezirksgericht Eibiswald wurde mit 1. Juli 2002 aufgelassen. Für die Gemeinden des aufgelösten Gerichtsbezirkes ist seither das Bezirksgericht Deutschlandsberg zuständig.

### Bevölkerungsstruktur
Der Altersschnitt der Gemeinde Eibiswald weicht nur wenig vom Durchschnitt der Steiermark ab. Der Anteil an Ausländern ist mit 2,1 % sehr gering. 92 % der Bevölkerung sind römisch-katholischer Konfession.

## Kultur und Sehenswürdigkeiten
Eibiswald
- Pfarrkirche Eibiswald: Die Pfarrkirche Maria im Dorn in Eibiswald wurde 1170 erstmals urkundlich genannt. Die Kirche besteht aus einem gotischen Bau mit romanischem Kern und wurde 1678 barock erweitert. Im 18. Jh. galt die Kirche auch als Wallfahrtskirche. Einst verfügte die Pfarre über fünf Filialkirchen, heute jedoch nur noch über die dem Hl. Antonius dem Einsiedler geweihte Wallfahrtskirche am Radlpass. Zudem gibt es in der Gemeinde fünf Messkapellen. Der langjährige Pfarrer von Eibiswald, Siegfried Gödl, verstarb am 15. Juli 2019 bei einer Fußwallfahrt am Monte Lussari. Ihm ist auf diesem Berg eine Gedenktafel neben der dortigen Kirche gewidmet.[18]
- Hasewend's Lichtspielhaus: Eibiswald verfügt als einer von wenigen kleinen Orten in der Steiermark über ein eigenes Kino mit 142 Plätzen; der Fleischermeister führt diese neben seinem Betrieb.
- Das größte Bürgerhaus des Marktes, das Lerchhaus ist das älteste, in seiner ursprünglichen Form erhalten gebliebene Markthaus. Es entstand aus zwei Häusern im 16. Jh. im Stil der Renaissance.
- Die ehemals denkmalgeschützte Römerbrücke (nur dem Namen nach, kein Bau aus der Römerzeit) wurde 2016 weitgehend abgetragen und durch eine Betonkonstruktion ersetzt.[19]
- Kloepfer- und Heimatmuseum
- ÖAV Weitwandermuseum
- Bauernmuseum Hora[20][21]

Sankt Oswald ob Eibiswald
- Pfarrkirche St. Oswald ob Eibiswald

Soboth
- Pfarrkirche Soboth

## Wirtschaft und Infrastruktur

Geologische Karte zu Eibiswald, ca. 1930

### Wirtschaftsgeschichte
1653 setzte durch ein von Wolf Max Freiherr von Eibiswald errichtetes Hammerwerk eine gewisse Industrialisierung ein. Angeschlossen war eine Sensen- und Nagelerzeugung, die etwa 30 Personen beschäftigte. Die Produktion geriet trotz der anerkannten Qualität der erzeugten Sensen in wirtschaftliche Schwierigkeiten, weil die Produktionsstätten einerseits nicht vollständig bei Eibiswald lagen, sondern im schwierig erreichbaren Krumbachtal weiter westlich, andererseits Roheisen zwecks Weiterverarbeitung aus der Obersteiermark über Graz herangeführt werden musste. Ein an damaligen betriebswirtschaftlichen Kriterien und Möglichkeiten orientierter Bericht, der Verbesserungsvorschläge und wirtschaftliche Vorausschau enthielt, ist erhalten geblieben.
1835 wurde das Werk vom Staat angekauft und zu einem modernen Stahlwerk ausgebaut, das bis zu tausend Arbeiter beschäftigte. 1869 wurde es bereits wieder an Private verkauft, 1905 musste es jedoch geschlossen werden: die Transportkosten für Rohmaterial und Waren waren zu hoch geworden. Begleitet wurde der Aufschwung des Werkes durch den Kohlebergbau, der um 1800 begann und bis 1920 betrieben wurde. Die abgebaute Braunkohle wurde damals im Unterschied zur Holzkohle als „Steinkohle“ bezeichnet, die Bergwerke waren auf Landkarten als „Stk.Bgw.“ ausgewiesen. Die „Eisen- und Stahl-Gewerkschaft Eibiswald und Krumbach“ verfügte ab 1870 über ein eigenes Werkskrankenhaus in Eibiswald.
Bis 1893 bestand auch eine Glasfabrik, deren ursprüngliche Erzeugungsstätten (obere und untere Glashütte) in der Soboth beim Dorf St. Vinzenz gelegen waren.
Die Gemeinde bildet gemeinsam mit Pölfing-Brunn und Wies den Tourismusverband „Südliche Weststeiermark“. Dessen Sitz ist Eibiswald.

### Bildung
Im Gebiet der Gemeinde Eibiswald bestand eine Reihe von kleinen, meist nur einklassigen Volksschulen, wie die Peter-Rosegger-Volksschule Kleinradl, die Industrieschule Krumbach, die Volksschulen Laaken, St. Lorenzen, Rothwein und Soboth. Diese Schulen wurden vom Deutschen Schulverein Südmark unterstützt, hatten zu Beginn etwa 40 Schüler pro Klasse, mussten aber in der zweiten Hälfte des 20. Jahrhunderts mangels Schülerzahl geschlossen werden. Sie werden in einem Buch von Konrad Maritschnik geschildert.
Erste Hinweise auf eine Schule in Eibiswald sind erst aus dem frühen 17. Jh. überliefert. 1869 wurde die Pfarrschule in staatliche Verwaltung übergeführt. 1946 wurde zudem eine Hauptschule eröffnet. Heute gibt es in der Gemeinde folgende Einrichtungen:
- Pfarrkindergarten Feisternitz
- Pfarrkindergarten Ost
- Pfarrkindergarten West
- Gemeindekindergarten Pitschgau
- Gemeindekindergarten St. Oswald ob Eibiswald

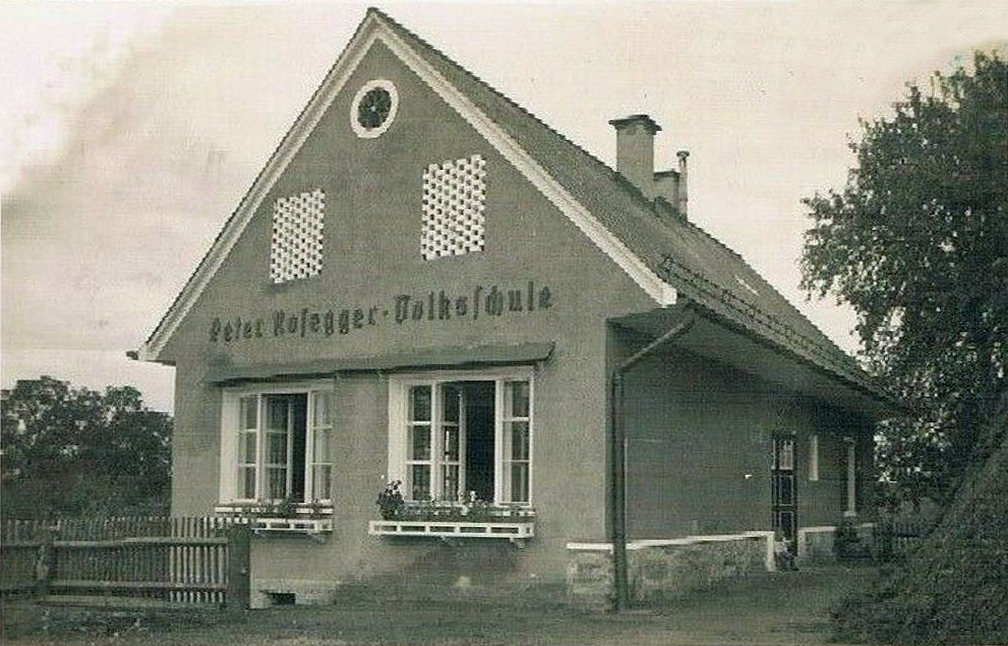
Volksschule Kleinradl

- Volksschule
- Neue Mittelschule
- Landesberufsschule
- Musikschule

### Sport
- Erlebnisbad
- SC Eibiswald
- USV Grenzland
- Tennisclub Eibiswald
- Kletterstein des ÖAV
- 184 km markierte Alpenvereinswege
- Nord-Süd-Weitwanderweg 05
- Kärntner & Steirischer Mariazellerweg 06
- Südalpenweg 03A
- Europäischer Fernwanderweg E6

## Politik

### Gemeinderat
Der Gemeinderat hatte bis 2014 15 Mitglieder und nach der Gemeindefusionierung 25 Mitglieder.
- Nach den Gemeinderatswahlen in der Steiermark 2005 hatte der Gemeinderat folgende Verteilung: 9 ÖVP, 5 SPÖ und 1 Gemeinsam für Eibiswald.[26]
- Nach den Gemeinderatswahlen in der Steiermark 2010 hatte der Gemeinderat folgende Verteilung: 8 ÖVP, 4 SPÖ, 2 FPÖ und 1 Gemeinsam für Eibiswald.[27]
- Nach den Gemeinderatswahlen in der Steiermark 2015 hatte der Gemeinderat folgende Verteilung: [28]
- Nach den Gemeinderatswahlen in der Steiermark 2020 hat der Gemeinderat folgende Verteilung: [29]

### Bürgermeister
- 2002–2012 Margarete Franz (ÖVP)[30][31]
- 2012–2014 Florian Arnfelser (ÖVP)

Nach der Gemeindefusionierung 2014
- 2015–2016 Andreas Kremser (ÖVP)
- seit 2017 Andreas Thürschweller (SPÖ)[32]

### Wappen

Wappen der Vorgängergemeinden
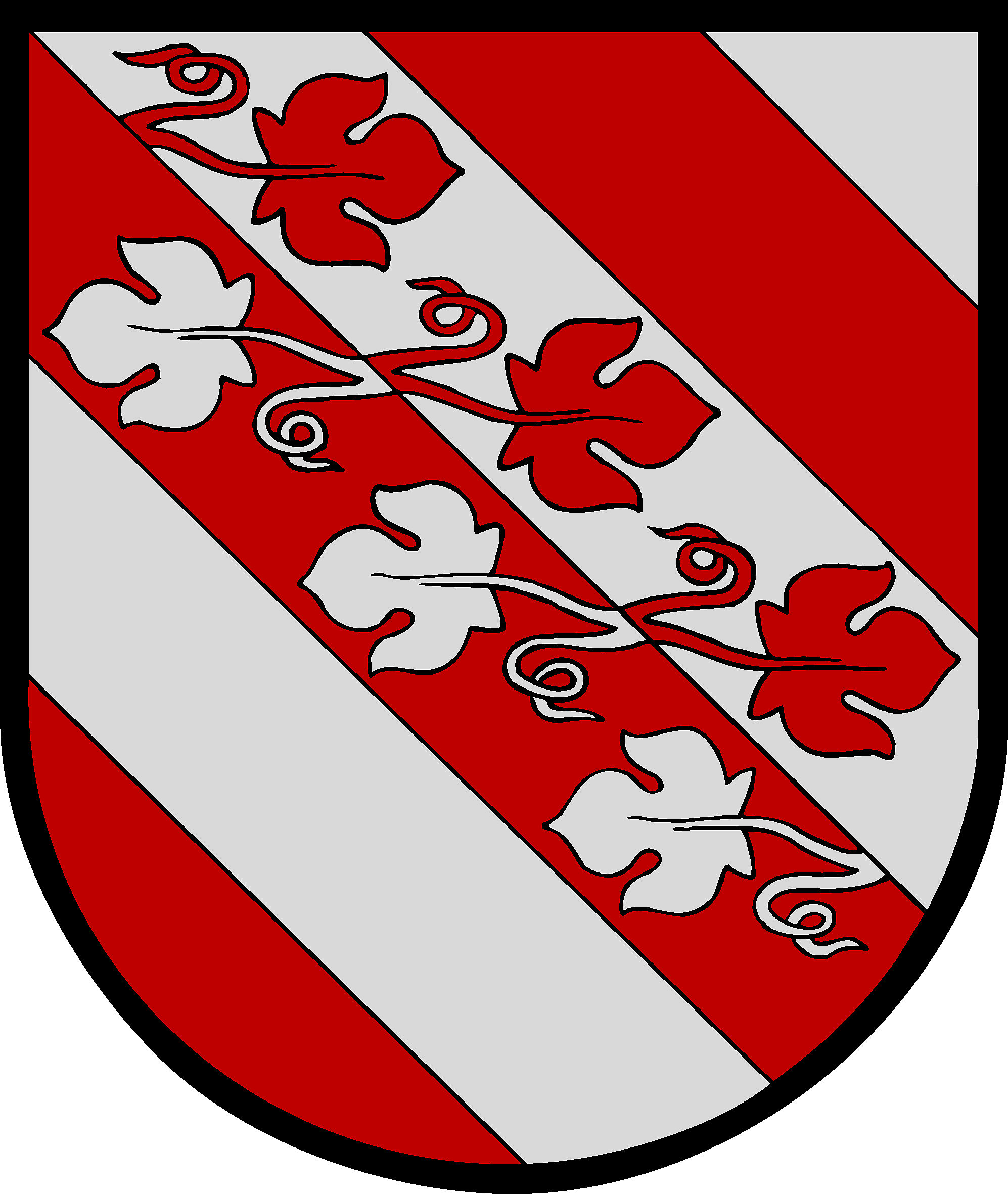
Aibl
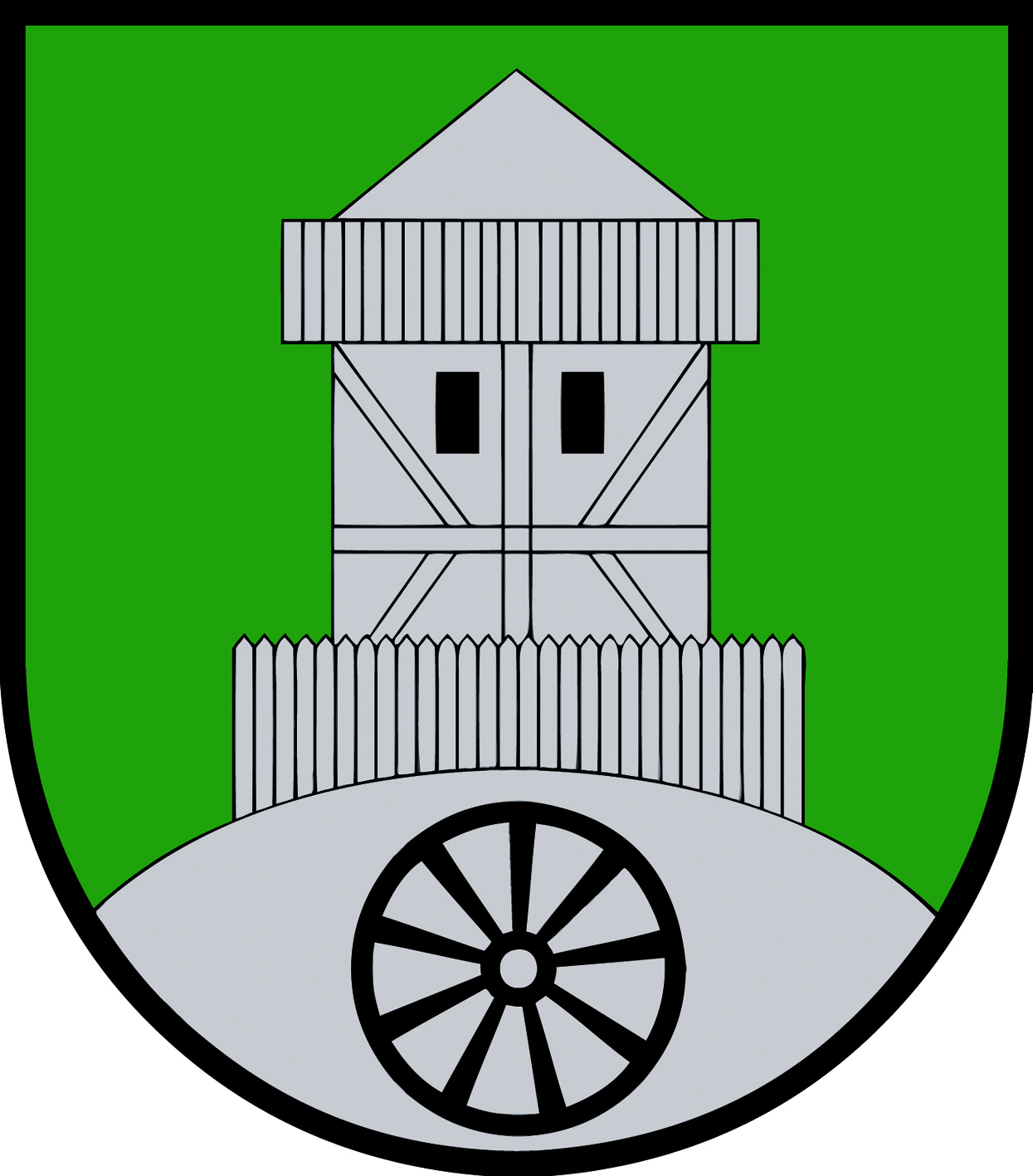
Großradl
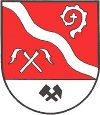
Pitschgau
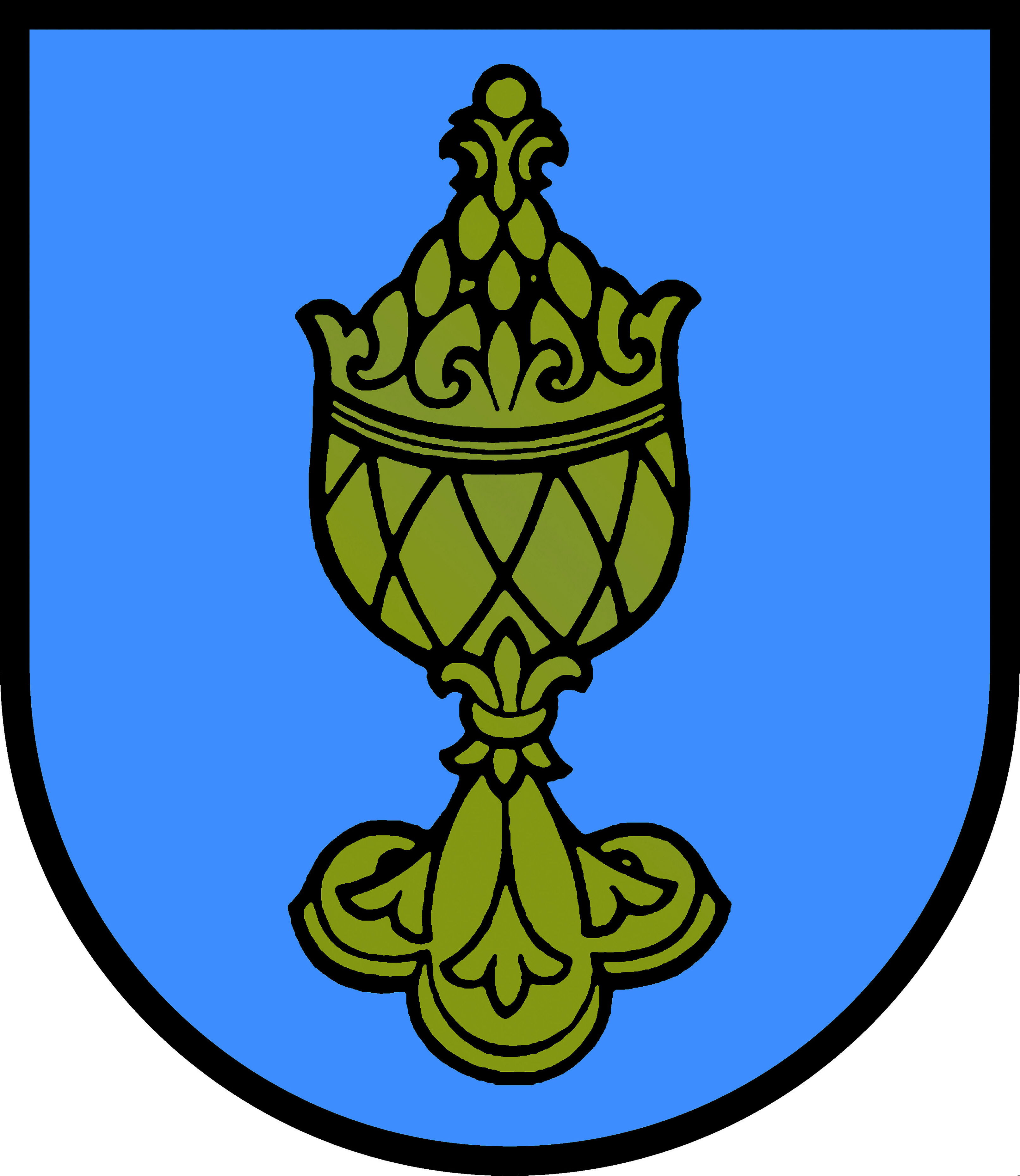
St. Oswald
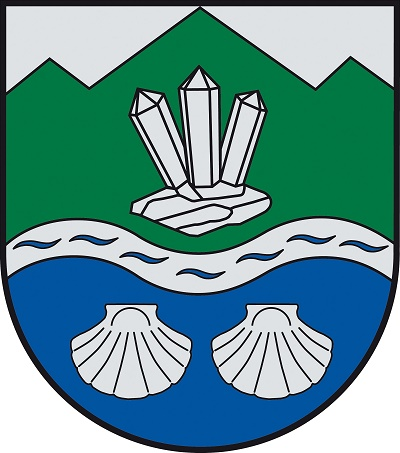
Soboth

Blasonierung: In goldenem Schild auf schwarzem Dreiberg drei grüne Eibenbäume.
Das Wappen der Marktgemeinde Eibiswald ist ein (nach alten Vorstellungen von der Namensherkunft) redendes Wappen und zeigt einen gelben Schild mit drei grünen Eibenbäumen auf drei erd- oder aschenfarbenen Büheln (mittelhochdeutsche Bezeichnung für Hügel oder Anhöhe).
Alle Vorgängergemeinden hatten ein Gemeindewappen. Das Wappen von Eibiswald wurde am 6. September 1579 von Erzherzog Karl II. von Innerösterreich bestätigt. Wegen der Gemeindezusammenlegung verloren alle mit 1. Jänner 2015 ihre offizielle Gültigkeit. Die Wiederverleihung des Wappens für die Fusionsgemeinde erfolgte mit Wirkung vom 10. Jänner 2016.

## Persönlichkeiten

### Ehrenbürger der Gemeinde
- 1925 Hans Kloepfer (1867–1944), Heimatdichter und Arzt[5]
- Jahr? Josef Krainer sen. (1903–1971), Landeshauptmann der Steiermark

### Söhne und Töchter der Gemeinde
- Josef Draxler (1813–1891), Opernsänger (Bass)
- Alois Draxler (1815–1865), Opernsänger (Bass)
- Josef Pongratz (1863–1931), Politiker (SDAP)
- Anton von Pantz (1864–1945), Beamter, Genealoge und Heraldiker
- Hans Kloepfer (1867–1944), Arzt und Schriftsteller
- Ferdinand Pantz (1868–1933), deutschnationaler Politiker
- Josef Wallner (1902–1974), Landwirt, Politiker
- Arnulf Lill (* 1911; † unbekannt), NS-Funktionär und Kriegsverbrecher[34]
- Gabriel Loidolt (* 1953), Schriftsteller
- Theresia Zierler (* 1963), TV-Moderatorin und Politikerin, gegenwärtig Medien- und Kommunikationstrainerin
- Stefan Meßner (* 1964), Fußballschiedsrichter, Schiedsrichterbeobachter
- Paul Prattes (* 1964), Radio- und TV-Moderator
- Christian Gollob (* 1968), Bildhauer
- Arnold Wetl (* 1970), Fußballspieler
- Simon Hatzl (* 1973), Schauspieler
- Andreas Thürschweller (* 1973), Politiker, Bürgermeister, Abgeordneter zum Landtag Steiermark
- Wolfgang Dimetrik (* 1974), Akkordeonist
- Christoph Theußl (* 1976), Schauspieler
- Chris Watzik (* 1976), Musiker, Singer, Songwriter von Solozuviert
- Marco Fuchshofer (* 2001), Fußballspieler